# Giulio Avellino
Giulio Avellino, llamado il Messinese (Mesina, ca. 1645 - Ferrara, ca. 1700) fue un pintor barroco italiano. 
Hijo de un gentilhombre mesinés, el capitano di corazza papal Antonio Avellino, nació en Messina hacia 1645. Estudió con el arquitecto y matemático Niccolò Francesco Maffei quien apreciando en el joven aptitudes para la pintura de paisaje lo envió a Roma a estudiar con Salvator Rosa, con quien permaneció por espacio de dos años. De regreso a Mesina se especializó en la pintura de paisajes siguiendo las maneras de su maestro, con ruinas y figuras mitológicas pequeñas pero muy vivaces, según las describen las fuentes antiguas. Hacia 1670 hubo de huir de Mesina por haber disparado contra un sacerdote. En 1676 y 1677 se documenta su presencia en Roma. En 1686 estaba en Venecia donde Andrea di Giovanni le encargó dos lienzos de perspectivas «sul gusto di Salvator Rosa». Pasó luego a Cremona y a Ferrara, donde falleció.